# 莱叙尔姆
莱叙尔姆（法語：Les Ulmes，法語發音：[le.z‿ylm]）是法国曼恩-卢瓦尔省的一个市镇，属于索米尔区。

## 地理
莱叙尔姆（47°13'10"N, 0°10'42"W）面积8.1 平方千米，位于法国卢瓦尔河地区大区曼恩-卢瓦尔省，该省份为法国西部内陆省份，大致对应安茹地区，北起顺时针与马耶讷省、萨尔特省、安德尔-卢瓦尔省、维埃纳省、德塞夫勒省、旺代省、大西洋卢瓦尔省和伊勒-维莱讷省接壤。
与莱叙尔姆接壤的市镇（或旧市镇、城区）包括：锡宰拉马德莱娜、库尔尚、迪斯特雷、鲁-马尔松、韦里、安茹地区杜埃。

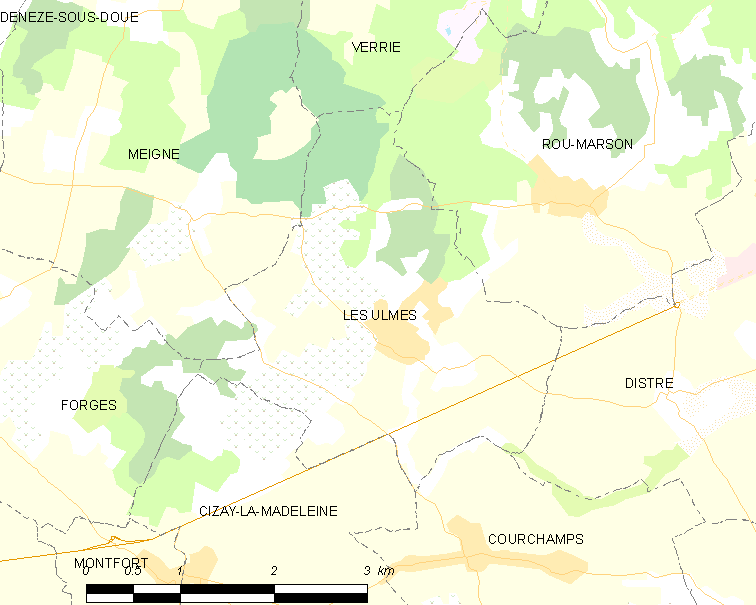
莱叙尔姆的OSM定位图

莱叙尔姆的时区为UTC+01:00、UTC+02:00（夏令时）。

## 行政
莱叙尔姆的邮政编码为49700，INSEE市镇编码为49359。

## 政治
莱叙尔姆所属的省级选区为安茹地区杜埃县。

## 人口

1962-2008年间莱叙尔姆人口变化图示

莱叙尔姆于2022年1月1日时的人口数量为553人。